# Aphrosylus calcarator
Aphrosylus calcarator är en tvåvingeart som beskrevs av Frey 1945. Aphrosylus calcarator ingår i släktet Aphrosylus och familjen styltflugor. Inga underarter finns listade i Catalogue of Life.